# Streblocera planicornis
Streblocera planicornis är en stekelart som beskrevs av Chen och He 2000. Streblocera planicornis ingår i släktet Streblocera och familjen bracksteklar. Inga underarter finns listade i Catalogue of Life.